# Ejido Tlachichilquillo
Ejido Tlachichilquillo är en ort i Mexiko.   Den ligger i kommunen Zacualpan och delstaten Veracruz, i den sydöstra delen av landet, 130 km nordost om huvudstaden Mexico City. Ejido Tlachichilquillo ligger 2 654 meter över havet och antalet invånare är 239.
Terrängen runt Ejido Tlachichilquillo är kuperad åt sydväst, men åt nordost är den bergig. Ejido Tlachichilquillo ligger uppe på en höjd. Runt Ejido Tlachichilquillo är det ganska glesbefolkat, med 47 invånare per kvadratkilometer. Närmaste större samhälle är Carbonero Jacales, 4,2 km nordväst om Ejido Tlachichilquillo. I omgivningarna runt Ejido Tlachichilquillo växer i huvudsak blandskog.